# کالیفرنیا (سانتاندر)
کالیفرنیا (انگلیسی: California, Santander) یک منطقهٔ مسکونی در کلمبیا است.